# Albtrauf Baar
Das Naturschutzgebiet Albtrauf Baar liegt auf dem Gebiet der Stadt Geisingen und der Gemeinde Immendingen im Landkreis Tuttlingen sowie der Stadt Bad Dürrheim im Schwarzwald-Baar-Kreis in Baden-Württemberg.
Das Gebiet erstreckt sich nördlich, östlich und südwestlich der Kernstadt Geisingen und nördlich und südlich der Donau am Übergang von der Baar über den Albtrauf zur Schwäbischer Alb.

## Bedeutung
Das 365,6 ha große Gebiet ist seit dem 27. Mai 2010 unter der NSG-Nr. 3.280 als Naturschutzgebiet ausgewiesen. Es handelt sich um ein reich strukturiertes Mosaik aus naturnahen und kulturbetonten Flächen, mit hervorragend ausgebildeten Magerrasen, Waldsäumen, Gebüschen, natürlich waldfreien Rutschhalden, naturnahen Laubwäldern und lichten, artenreichen Nadelwäldern unterschiedlicher Ausprägung.